# Альфретон Таун
ФК «Альфретон Таун» (англ. Alfreton Town Football Club) — англійський футбольний клуб із міста Альфретон, заснований у 1959 році. Виступає у Національній лізі Півночі. Домашні матчі приймає на стадіоні «Норс Стріт», потужністю 3 600 глядачів.